# Максинерь
Максинерь — деревня в Уржумском районе Кировской области в составе Шурминского сельского поселения.

## География
Находится недалеко от правого берега Вятки на расстоянии примерно 18 километров на юго-восток от районного центра города Уржум.

## История
Известна с 1873 года, когда в ней было учтено дворов 117 и жителей 762, в 1905 162 и 977, в 1926 201 и 966, в 1950 171 и 519 соответственно, в 1989 188 жителей.

## Население
Постоянное население составляло 169 человек (русские 95 %) в 2002 году, 108 в 2010.